# Roger Schoeters
Roger Schoeters (Mol, 1943. február 19. –) belga nemzetközi labdarúgó-játékvezető.

## Pályafutása

### Nemzetközi játékvezetés
A Belga labdarúgó-szövetség Játékvezető Bizottsága (JB) 1979-ben terjesztette fel nemzetközi játékvezetőnek, a Nemzetközi Labdarúgó-szövetség (FIFA) bíróinak keretébe. Több nemzetek közötti válogatott és klubmérkőzést vezetett. A belga nemzetközi játékvezetők rangsorában, a világbajnokság-Európa-bajnokság sorrendjében többedmagával a 10. helyet foglalja el 5 találkozó szolgálatával. Az aktív nemzetközi játékvezetéstől 1987-ben búcsúzott.

#### Világbajnokság
A világbajnoki döntőhöz vezető úton Spanyolországba a XII., az 1982-es labdarúgó-világbajnokságra és Mexikóba a XIII., az 1986-os labdarúgó-világbajnokságra a FIFA JB bíróként alkalmazta.
| Időpont            | Helyszín                         | Mérkőzés típusa           | Mérkőzés                  | Eredmény | Nézők száma |
| ------------------ | -------------------------------- | ------------------------- | ------------------------- | -------- | ----------- |
| 1981. április 15.  | Ali Sami Yen Stadion, Isztambul  | előselejtező (3. csoport) | Törökország–Csehszlovákia | 0 : 3    | 40 000      |
| 1984. november 14. | José Alvalade Stadion, Lisszabon | előselejtező (2. csoport) | Portugália–Svédország     | 1 : 3    | 21 089      |
| 1985. május 2.     | Lenin Stadion, Moszkva           | előselejtező (6. csoport) | Szovjetunió–Svájc         | 4 : 0    | 95 000      |
| 1985. október 6.   | Nemzeti Stadion, Tunisz          | Afrika (CAF) zónadöntő    | Tunézia–Algéria           | 1 : 4    |             |

#### Európa-bajnokság
1982-ben rendezték az U21-es labdarúgó-Európa-bajnokságot, ahol az UEFA JB bíróként foglalkoztatta.
| Időpont              | Helyszín                        | Mérkőzés típusa     | Mérkőzés    | Eredmény |
| -------------------- | ------------------------------- | ------------------- | ----------- | -------- |
| 1982. szeptember 21. | Bramall Lane Stadion, Sheffield | döntő első mérkőzés | Anglia–NSZK | 3 : 1    |

Az európai-labdarúgó torna döntőjéhez vezető úton Franciaországba a VII., az 1984-es labdarúgó-Európa-bajnokságra az UEFA JB játékvezetőként foglalkoztatta.
| Időpont            | Helyszín                       | Mérkőzés típusa           | Mérkőzés             | Eredmény | Nézők száma |
| ------------------ | ------------------------------ | ------------------------- | -------------------- | -------- | ----------- |
| 1983. november 16. | Ali Sami Yen Stadion, Istanbul | előselejtező (6. csoport) | Törökország–Ausztria | 3 : 1    | 21 310      |